# Megacardita coreensis
Megacardita coreensis is een tweekleppigensoort uit de familie van de Carditidae. De wetenschappelijke naam van de soort is voor het eerst geldig gepubliceerd in 1854 door Deshayes.